# 扎沃茨科伊 (北奥塞梯-阿兰共和国)
扎沃茨科伊（羅馬化：Zavodskoy）是俄罗斯北奥塞梯-阿兰共和国的市级镇，属弗拉季高加索城市区，位于捷列克河畔，南邻弗拉季高加索。
历年人口普查中，该地2021年人口有16,085人；2010年人口16,792；2002年人口14,574；1989年人口11,260。